# Лещинскайте, Габриэле
Габриэле Лещинскайте (лит. Gabrielė Leščinskaitė; род. 25 марта 1996, Пакруойис, Шяуляйский уезд) — литовская биатлонистка, участница Зимних Олимпийских игр 2022 и чемпионатов мира.

## Карьера
На крупных международных соревнованиях участвует с 2012 года. Спортсменка трижды выступала на чемпионатах мира среди юниоров. В сезоне 2014/2015 спортсменка перешла на турниры среди взрослых. В 2015 году Лещинскайте дебютировала на первенстве планеты в Контиолахти, где в индивидуальной гонке заняла 39-е место. Этот результат позволил литовке набрать свои первые очки в розыгрыше Кубка мира и одновременно оставался её лучшим кубковым результатом вплоть до сезона 2021/2022, когда она стала 19-й в индивидуальной гонке на этапе в Антхольц-Антерсельве. Участвовала в Олимпийских играх 2022 в Пекине, где стартовала в индивидуальной гонке на 15 км и в спринте на 7,5 км.

### Олимпийские игры
| Год  | Место проведения | Инд | Спр | Пр | МС | Эст | СЭ |
| 2022 | Пекин            | 61  | 63  | —  | —  | —   | —  |

### Участие в Чемпионатах мира
| Год  | Место проведения        | Инд | Спр | Пр | МС | Эст | См |
| 2015 | ЧМ Контиолахти          | 39  | 87  | —  | —  | 20  | —  |
| 2016 | ЧМ Хольменколлен        | 77  | 91  | —  | —  | —   | —  |
| 2017 | ЧМ Хохфильцен           | —   | —   | —  | —  | 21  | —  |
| 2019 | ЧМ Эстерсунд            | 76  | 87  | —  | —  | —   | 24 |
| 2020 | ЧМ Антхольц-Антерсельва | DNF | 69  | —  | —  | —   | 16 |
| 2021 | ЧМ Поклюка              | 58  | 61  | —  | —  | —   | 17 |

### Участие в Чемпионатах Европы
| Год  | Место проведения | Инд | Спр | Пр | См |
| 2017 | ЧЕ Душники-Здруй | —   | —   | —  | 18 |
| 2018 | ЧЕ Риданна       | 67  | —   | —  | —  |
| 2019 | ЧЕ Раубичи       | —   | 65  | —  | 19 |
| 2020 | ЧЕ Раубичи       | —   | 66  | —  | 14 |
| 2021 | ЧЕ Душники-Здруй | 37  | 79  | —  | 4  |

### Участие в юниорских и молодежных соревнованиях
| Год  | Место проведения   | Возраст | Инд | Спр | Пр | Эст |
| ---- | ------------------ | ------- | --- | --- | -- | --- |
| 2012 | ЧМ Контиолахти     | U19     | 68  | 69  | —  | 16  |
| 2013 | ЧМ Обертиллиах     | U19     | 11  | 57  | 45 | —   |
| 2014 | ЧЕ Нове-Место      | U21     | 38  | 49  | —  | —   |
| 2014 | ЧМ Преск-Айл       | U19     | 40  | 15  | 27 | 6   |
| 2015 | ЧЕ Отепя           | U21     | 6   | 31  | —  | —   |
| 2015 | ЧМ Раубичи         | U19     | 10  | 30  | 22 | —   |
| 2016 | ЧМ Чейле-Градистей | U21     | 35  | 37  | 44 | —   |
| 2016 | ЧЕ Поклюка         | U21     | 25  | 32  | —  | —   |
| 2017 | ЧЕ Нове-Место      | U21     | 24  | 63  | —  | —   |
| 2017 | ЧМ Осрблье         | U21     | 40  | 41  | 42 | —   |